# Юсупова, Прасковья Григорьевна
Княжна Прасковья Григорьевна Юсупова (после насильного пострига Прокла; 1700-е — 1762, Верхняя Теча, Оренбургская губерния) —  монахиня Русской православной церкви из рода князей Юсуповых.

## Биография
Прасковья Григорьевна Юсупова родилась в дворянской семье; дочь князя Григория Дмитриевича Юсупова (17 [27] ноября 1676 — 2 [13] сентября 1730, Москва) и его жены Анны Никитичны Львовой (урождённой Акинфовой; ум. 1735). Юсупова была одной из тех женщин новой послепетровской Руси, которые ещё помнили Петра Великого, и которым суждено было пережить после него тяжёлое время петербургских дворцовых смут и бироновщину и из которых редкая личность не испытала или ужасов Тайной канцелярии, или монастырского заточения, или сибирской ссылки.
Судьба княжны Юсуповой представляется тайной, до сих пор неразгаданной: одно ясно, что она была жертвой личного неудовольствия императрицы Анны Иоанновны; но какая была вина княжны пред императрицей — это осталось известно только ей, государыне и Андрею Ивановичу Ушакову, начальнику Тайной канцелярии.
16 (27) сентября 1730 года, спустя две недели после смерти отца, княжна Юсупова из Москвы, из царского дворца, в сопровождении сержанта и солдат была доставлена в Тихвинский Введенский монастырь и сдана на руки Тихвинскому архимандриту Феодосию, под началом которого находился монастырь, а последний передал ссыльную с рук на руки игуменье Дорофее, с наказом  — держать накрепко привезённую особу и никого к ней не допускать. Игуменья не знала, где поместить ссыльную, и потому оставила её в своей тесной келье; отвела ей небольшой угол за занавеской, поставила бедненькую кроватку, дала деревянный стол и стул — вот и все, что имела княжна после роскошных палат отеческого дворца.
В Москве, когда исчезла молодая княжна Юсупова, говорили, что она сослана за приверженность к великой княжне Елизавете Петровне и за интригу, совместно с отцом, в пользу возведения цесаревны на престол. Носились также слухи, что княжну постигла ссылка за покойного отца, который будто бы в числе прочих придворных задумывал ограничение самодержавия Анны Иоанновны. Всего же вероятнее, что княжна пострадала за намерение приворожить к себе императрицу Анну, на что есть указание в делах о Тимирязеве, хранящихся в Государственном архиве; здесь, среди прочего, находится указание на то, что княжна проговорилась на допросе «о ворожейках и бабах».
Горе и тоска одиночества все более и более одолевали ссыльную княжну и довели Юсупову до потери самообладания и вспышек ярости, что в итоге её и погубило. Однажды она выдала свои мысли при стряпчем Шпилькине, сказав следующее:
«Брат мой, князь Борис  — сущий супостат, от его посягательства сюда я и прислана. Государыня царевна Елизавета Петровна милостива и премилостива и благонравна, и матушка государыня императрица Екатерина Алексеевна была до меня милостива же, а нынешняя императрица до меня не милостива… Она вот в какой монастырь меня сослала, а я вины за собой никакой не знаю. A взял меня брат мой Борис да Остерман, и Остерман меня допрашивал. А я на допросе его не могла вскоре ответствовать, что была в беспамятстве… Ежели бы государыня царевна Елизавета Петровна была императрицей, и она бы в дальний монастырь меня не сослала. О, когда бы то видеть или слышать, что она бы была императрицей!»
В этом признании она назвала монастырь «шинком», и с тех пор у княжны началась вражда с монастырским начальством, и игуменья стала теснить ссыльную. Начались дрязги, подкапывания под девушку; княжна не вытерпела и тайно отправила в Санкт-Петербург с жалобой Юленеву (приставленная к ней наёмная женщина, не принадлежавшая к монастырскому штату). Мать-игуменья узнала о тайной миссии Юленевой и нанесла превентивный удар встречной жалобой на княжну и с доносом на её поведение. Завязалось новое дело — это была уже и последняя развязка всей участи несчастной княжны.
25 января (5 февраля)  1735 года, в пятый год жизни княжны в монастырском заточении, когда Ушаков был с докладом у государыни, императрица передала ему две какие-то записки и приказала взять в тайную канцелярию женщину, содержавшуюся в архиепископском доме сподвижника Петра І, новгородского архиепископа Феофана Прокоповича, и, исследовав все дело, доложить её величеству о результатах расследования. Женщина эта была Юленева, а записки — письмо княжны к Юленевой и письмо игуменьи Дорофеи к секретарю Феофана Прокоповича, Козьме Родионовичу Бухвостову. Письма были переданы императрице Феофаном Прокоповичем, который был дружен с Ушаковым и желал угодить государыне, выдав ей княжну, неизвестно за что заслужившую крайнюю немилость императрицы. В письме к Юленевой княжна спрашивала только о положении дела — и больше ничего; в нём не было никакой тайны, которая послужила бы обвинением для ссыльной, как не было и ни одного резкого слова о монастыре. Между тем всё письмо игуменьи к Бухвостову представляло собой обвинительная речь против княжны Юсуповой, что и решило участь сосланной девушки. Юленеву привели в застенок, где она была допрошена «с пристрастием», но княжну она не выдала, и лишь после месячного сиденья в Петропавловской крепости Юленева, под страхом смертной казни, стала говорить о тех желаниях княжны, которые приведены выше в её признании Шпилькину. Но и этого для Ушакова было вполне достаточно, чтобы дать делу новый виток.
По приказу императрицы в Санкт-Петербург были привезены и княжна, и стряпчий Шпилькин. Произведён был допрос, и княжне было вынесено такое решение:
«За злодейственные и непристойные слова, по силе государственных прав, хотя княжна и подлежит смертной казни, но её императорское величество, милосердуя Юсуповой за службу её отца, соизволила от смертной казни её освободить и объявить ей, Юсуповой, что то упускается ей не по силе государственных прав — только из особливой её императорского величества милости».
Вместо смерти княжне велено
«учинить наказанье — бить кошками и постричь её в монахини, а по пострижении из тайной канцелярии послать княжну под караулом в дальний, крепкий девичий монастырь, который по усмотрению Феофана, арх. новгородского, имеет быть изобретен, и быть оной, Юсуповой, в том монастыре до кончины жизни её неисходно».
30 апреля (11 мая)  1735 года княжна была наказана «кошками» и в тот же день пострижена архимандритом Аароном в монахини и названа Проклою.
Перед отправлением в вечную ссылку новопостриженной объявили в Тайной канцелярии, чтобы обо всем происходившем она молчала до могилы, под страхом смерти.
4 (15) мая 1735 года инокиню Проклу отправили в Введенский девичий монастырь, расположенном на берегу реки Исети в 30 саженях на юго-восток от Свято-Успенского Далматова монастыря Тобольской епархии, монастыри находились в селе Николаевском Тобольской провинции Сибирской губернии, ныне город Далматово — административный центр Далматовского муниципального округа Курганской области. 26 июня (7 июля)  1735 года трое караульных солдат под командой сержанта Измайловского полка привезли на вечное поселение монахиню Проклу.
Какова была жизнь инокини Проклы в Сибири  —  неизвестно. Из донесения Тобольского Введенского монастыря от 6 (17) марта 1738 года видно, что девушка не смирилась со своей судьбой; там, в числе прочего, говорилось, что
«… монахиня Прокла ныне в житии своем стала являться весьма бесчинна, а именно: в церковь Божию ни на какое слово Божие не ходит; монашеское одеяние с себя сбросила и не носит; монашеским именем Проклою не называется…»
Это донесение вызвало строгий приказ из Санкт-Петербурга — держать княжну в монастыре в ножных железах, в которых водят каторжников, и «иметь под караулом неисходно».
20 сентября (1 октября)  1742 года в монастырях был пожар, уничтоживший деревянные постройки обоих монастырей, настоятельница Введенского монастыря монахиня Тарсилла с сёстрами были переведены в Теченское поселье Исетской провинции Сибирской губернии, принадлежавшее тогда Далматовскому монастырю, ныне село Верхняя Теча входит в Катайский муниципальный округ Курганской области.
Неизвестно, как долго ещё тянулась неудавшаяся жизнь княжны Юсуповой и чем она закончилась, но из помянутых выше дел о Тимирязеве видно, что в 1746 году она ещё была жива.
Монахиня Прокла умерла в 1762 году в Введенском монастыре в селе Верхняя Теча Исетской провинции Оренбургской губернии, погребена в монастырской ограде в ряду других монахинь. В 1764 году монастырь упразднили. К 1819 году в поселье не осталось ни одной монахини. Могила не сохранилась.
Сломанная жизнь Прасковьи Григорьевны Юсуповой была описана в романе Валентина Пикуля «Слово и дело».

## Семья
Братья и сёстры:
- Григорий Григорьевич (ум. 1737), полковник
- Сергей Григорьевич (ум. 1734), подполковник
- Борис Григорьевич (1695—1759), действительный тайный советник, камергер, сенатор.
- Мария Григорьевна (ум. 1738), монахиня